# Долгоруков Василь Андрійович
Князь Василь Андрійович Долгоруков (19 лютого (2 березня) 1804, Москва—5 січня (17 січня) 1868, Санкт-Петербург) — російський військовий та державний діяч, генерал-ад'ютант (22.09.1845), генерал від кавалерії (17.04.1856), військовий міністр (1852-1856) під час Кримської війни. При Олександрі II - головний начальник III відділення Власної Є. І. Ст. канцелярії та шеф Окремого корпусу жандармів (1856—1866).

## Біографія
З роду Долгорукових. Народився у Москві сім'ї статського радника князя Андрія Миколайовича Долгорукова (1772—1834) та Єлизавети Миколаївни Салтикової. Хрещений 24 лютого 1804 року у церкві Трійці Живоначальной у Зубові при сприйнятті діда М. М. Салтикова.
Його батько був онучним племінником фельдмаршала Василя Долгорукова, мати — онука обер-прокурора Я. П. Шаховського. Мав братів Миколу, Івана (1796-1807), Іллю, Сергія (1802-1832), Дмитра (1808-1809), Володимира та сестер Катерину, Марію, Олександру. Здобувши домашню освіту, вступив у 1821 р. юнкером у л.-гв. Кінний полк і був зроблений 23 лютого 1823 року в корнети.
Перебуваючи в день повстання декабристів 14 грудня 1825 р. у внутрішній варти Зимового палацу, він звернув на себе увагу Імператора Миколи I. Проходячи на площу, Государ запитав, чи може він на нього сподіватися. «Ваша Величність! Я — князь Долгоруков!»— відповів молодий корнет. 5 вересня 1830 р. Долгоруков у чині штаб-ротмістра Кінного полку був призначений флігель-ад'ютантом і наступного року взяв участь в упокоренні польського заколоту та отримав ордена святого Володимира 4-го ступеня, святої Анни 2-го ступеня та чин ротмістра.
Вироблений в 1835 році в полковники, Долгоруков супроводжував з 1838 по 1841 р. Олександра Миколайовича в подорожі по Європі та Росії. У 1841 р. був призначений виконуючим посаду начальника штабу інспектора резервної кавалерії, у віданні якого знаходилися 3 корпуси та південні військові поселення. 22 вересня 1842 він був проведений в генерал-майори з призначенням у почет і затвердженням на посаді, а через 3 роки наданий генерал-ад'ютантом.

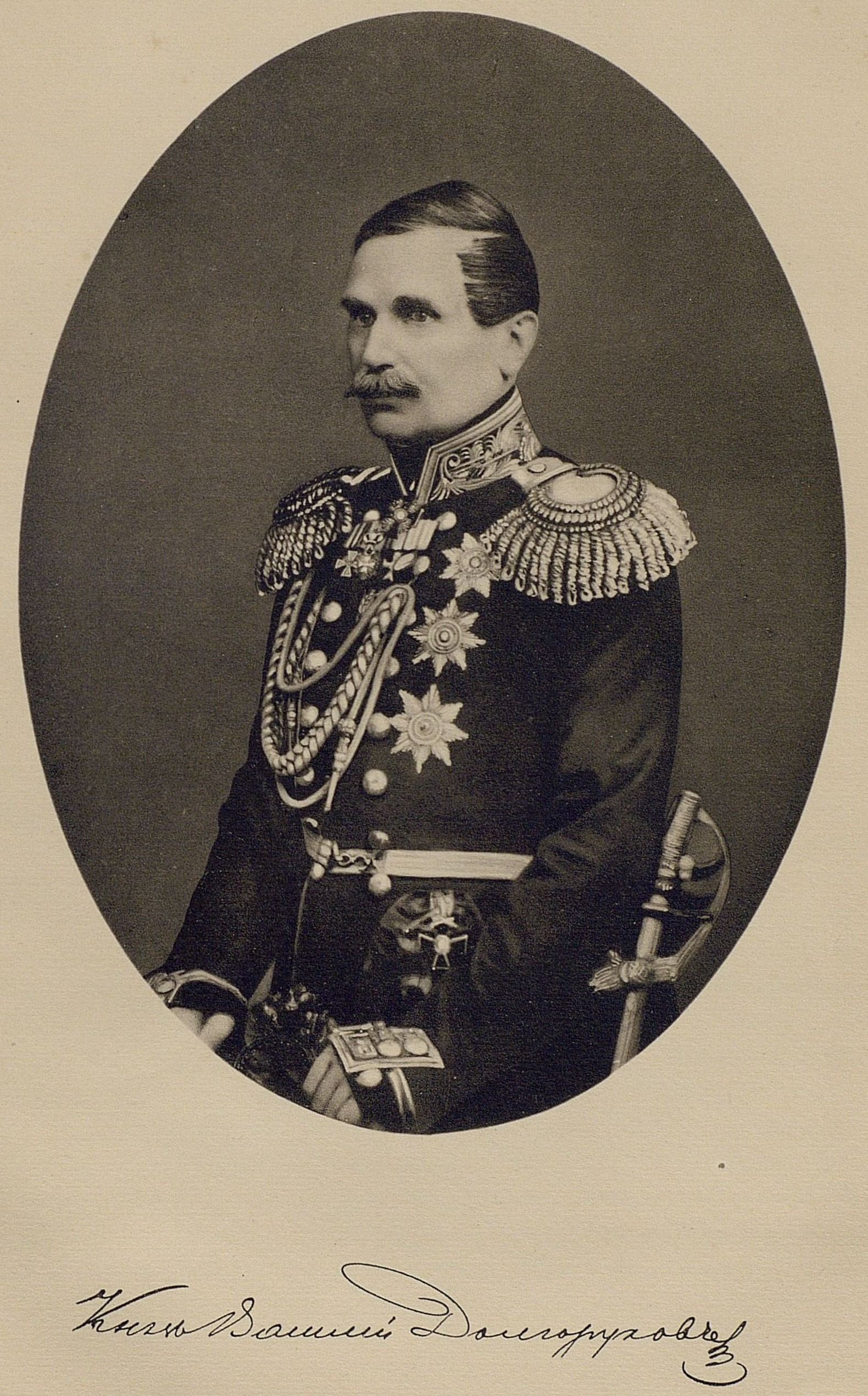
Князь В.А. Долгоруков, близько 1860р.

У 1848 р. Долгоруков був призначений на посаду товариша військового міністра і наступного року проведений в генерал-лейтенанти з призначенням членом військової ради. У 1851 та 1852 рр., за від'їздом військового міністра князя О. І. Чернишова за кордон, керував по кілька місяців міністерством, а 26 серпня 1852 року зайняв остаточно цей відповідальний пост. Східна війна, що виникла незабаром, зажадала від Долгорукова надзвичайної напруги і стала для нього важким випробуванням. Обвинувачений у провалі російської військової машини, він був нагороджений імператором орденами святого Андрія Первозванного і святого Володимира 1-го ступеня.
Після закінчення Кримської війни в армії було намічено корінні перетворення, і Долгоруков, не відчуваючи в собі сил для проведення їх у життя, просив про звільнення з посади військового міністра. 17 квітня 1856 р. прохання його було виконано, і Долгоруков був призначений членом Державної Ради з виробництвом у генерали від кавалерії. Через три місяці, за особистим бажанням государя, Долгоруков обійняв посаду шефа Корпусу жандармів і начальника III відділення Власностей. е. І. Ст. канцелярії.
На цій посаді пробув 10 років, до замаху Каракозова на життя царя, після чого попросився у відставку «за невміння охороняти свого государя». Олександр «зі сльозами» на очах прийняв відставку і 10 квітня 1866 року призначив Долгорукова обер-камергером. Через два роки помер від апоплексичного удару в Зимовому палаці, похований Олександро-Невській Лаврі.

Незадовго до смерті Долгоруков радував Петербург своєму новорічному балу. Граф П. А. Валуєв 6 січня 1868 року записав у щоденнику:
|  | Минулої ночі або майже вчора ввечері, наприкінці 12-го, раптово помер князь Василь Андрійович Долгоруков. Мене ця звістка справді вразила. Я щиро шанував покійного і був йому щиро вдячний... Він не був державним чоловіком, але він сам ніколи себе і не вважав за них. Будь-яке самообман і всяка недобросовісність йому були чужі. Він нікому не робив і нікому не хотів зла. Я ніколи не зустрічав людину менш злопам'ятну, а в душі скромнішу. Він багато зробив добра, ще більше хотів, але не встигав чи не вмів його зробити... Співчуття загальне і тим більше рівне, що у Долгорукова як би не було сімейства. Його син мало любимо. На панахиді були государ, государя імператриця і всі великі князі, крім цесаревича. |

Князь П. А. Вяземський писав у некролозі:
|  | Обов'язок був для нього високий і чесний прапор, якому він на все життя своє служив вірою і правдою. Людина цілком службова і світська, вона доступна була всім свіжим і молодим враженням життя. Він любив природу і здатний милуватися красою її. Я бував з ним влітку за містом і на південному березі Криму і завжди з співчуттям помічав, що багатотрудна служба, недавні турботи і, мабуть, нерозлучні з ними тяжкі випробування, залишили в ньому ще багато простору та свободи для тихих та споглядальних насолод. |

У той же час князь Петро Долгоруков, який з дитинства добре знав покійного, атестує його так: «бездарність повна і досконала; егоїзм, бездушність найвищою мірою; ненависть до всього, що розумно та освічено; страх ... всього, що незалежно та самостійно». Лев Толстой у «Хаджі-Мураті» описує Долгорукова як людину «з нудним виразом тупого обличчя, прикрашеного такими ж бакенбардами, вусами та скронями, які носив Микола I».

## Шлюб та діти

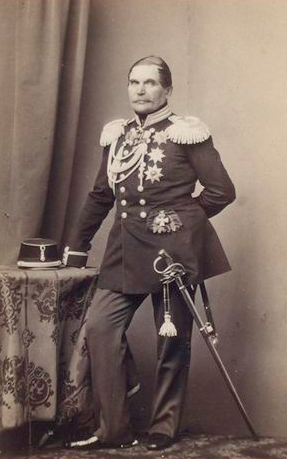
В.А. Долгоруков, шеф Корпусу жандармів. 1865 рік

Дружина (з 21 квітня (3 травня) 1829) - графиня Ольга Карлівна де Сен-Прі (01.06.1807—16.09.1853), дочка одеського градоначальника графа Армана-Карла-Еммануїла де Сен-Прі від шлюбу з княжною Софією Олексіївною Голіциною; народилася в Петербурзі, хрещена 19 червня 1807 року в церкві Захарія та Єлизавети при придворній лікарні при сприйнятті принцеси Амалії Баденської; Фрейлін двору (1826). Вінчалася в Петербурзі у Благовіщенській церкві Конногвардійського полку; одним із поручителем жениха був ротмістр Н. П. Бахметєв; поручителями нареченої – генерал-майор П. І. Балабін та таємний радник Д. С. Ланської. Принесла чоловікові в посаг великий маєток свого діда (4,5 тисяч душ селян) у Нижегородській та Костромській губерніях. Згідно з відгуком Петра Долгорукова, Ольга Карлівна «була обличчям негарна до неподобства, зате обдарована від природи не тільки чудовим розумом, але ще й рідкісними властивостями душі. При дворі її не любили за розум, за гостроту, за прямоту характеру, але не могли не поважати саме за ті якості, за які не любили». За нагороди чоловіка була надана в кавалерственні жінки ордена Св. Катерини (меншого хреста) (29.03.1852). Померла в Петербурзі після двох днів хвороби, трохи схожої на холеру, повернувшись кілька днів перед тим з Москви «в такому нервовому збудженні, що боялися швидше за її свідомість, ніж за життя». 
Похована у Олександро-Невській лаврі.
- Микола Васильович (31.12.1829[10]—04.01.1830), хрещений 3 січня 1830 року у Морському соборі при сприйнятті князя А. М. Долгорукова та графині Є. А. Остерман.
- Василь Васильович (16.01.1833[11]—25.01.1833), хрещений 23 січня 1833 в Морському соборі при сприйнятті князя Н. А. Долгорукова і графині Є. А. Остерман.
- Олександр Васильович (11.05.1839—26.08.1876), флігель-ад'ютант; був «гіркий п'яниця і буйний під п'яну руку»[12]. Женат Марії Олександрівни Апраксиної (1816-1892), дочки князя Сергія Олексійовича Долгорукова (1809—1891) та графині Марії Олександрівни Апраксиної (1816—1892); в 1897 році вона вийшла заміж вдруге за графа П. К. Бенкендорфа. Син Долгорукових, Василь Олександрович, друг імператора Миколи II (1868-1918), убитий більшовиками в Єкатеринбурзі[13].
- Олексій Васильович (17.02.1842—6.12.1849[14]), помер від скарлатини, похований в Олександро-Невській лаврі.

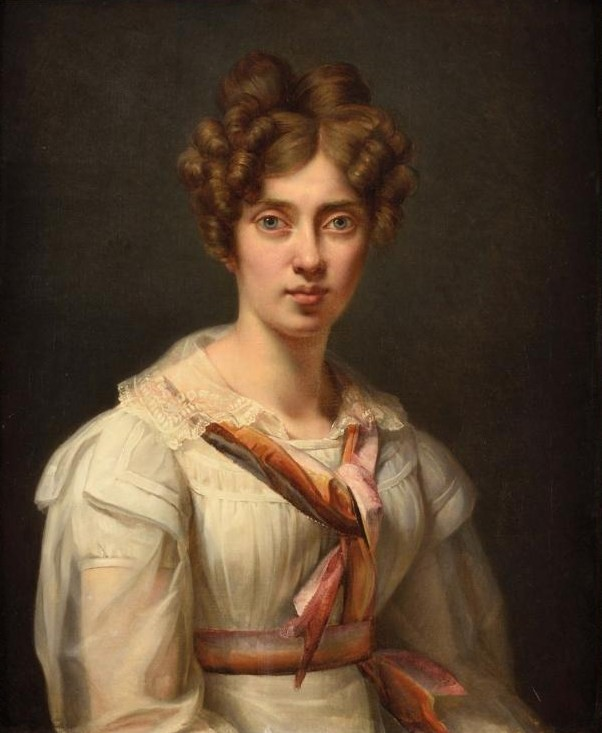
Ольга Карлівна де Сен-Прі на портреті Дюбуа-Драгоне (1827)

## Військові чини
- Корнет (23.02.1823)
- Поручник (28.01.1826)
- Штабс-ротмістр (06.12.1829)
- Флігель-ад'ютант (05.09.1830)
- Ротмістр (30.08.1831)
- Полковник (06.12.1835)
- Генерал-майор Свити Його Імператорської Величності (22.09.1842)[1]
- Генерал-ад'ютант (22.09.1845)
- Генерал-лейтенант (07.08.1849)
- Генерал від кавалерії (17.04.1856)